# Sail Amsterdam
Pour les articles homonymes, voir Sail.
Le Sail Amsterdam est un rassemblement de grands voiliers organisé tous les cinq ans au port d'Amsterdam, dans l'IJhaven et proche du musée maritime des Pays-Bas. Il est un des évènements importants du monde maritime en Europe et au monde.
Cette fête maritime a lieu tous les 5 ans .

## Histoire
La première édition date de 1975, pour la célébration du 700e anniversaire de la ville, sous le nom de Sail Amsterdam 700. Il y eut près de 700 000 visiteurs. Le succès de ce tout premier grand rassemblement de voiliers a conduit à la création de la Strichting Sail Amsterdam (SSA), association organisatrice.
Les éditions suivantes se déroulèrent en 1980 (un million de visiteurs), 1985 (1,4 million de visiteurs), 1990 (1,6 million de visiteurs), 1995 (1,5 million de visiteurs), 2000 (1,5 million de visiteurs).

### Édition 2005
Cette septième édition s'est tenue du 17 au 22 août 2005. Il y eut environ 1,5 million de visiteurs. Le Roi Willem-Alexander a ouvert cette première journée à bord du Stad Amsterdam. Y étaient aussi présents des grands voiliers comme le Kruzenshtern et le Sedov russe, l' Amerigo Vespucci italien... Cette édition fut clôturée par une revue navale avec le navire-amiral De Groene Draeck de la Reine Béatrix.

### Édition 2010
Elle s'est déroulée du 19 au 23 août 2010. Il y eut environ 1,7 million de visiteurs. De nombreux voiliers participaient aussi à la Tall Ships' Races 2010 qui se terminait à Hartlepool au Royaume-Uni.

### Édition 2015
Cette dernière édition de la Sail Amsterdam  s'est déroulée du 19 au 23 août 2015. Il y eut environ 2,3 millions de visiteurs sur 5 jours.

### Les autres manifestations dans le monde
- Les Tall Ships' Races
- Le Sail Bremerhaven (Allemagne)
- La Delf Sail (Pays-Bas)
- L'Armada de Rouen (France)
- Les Fêtes maritimes de Brest (France)
- Les Fêtes maritimes en France